# Drako
Drako (eerder Tarzungle, Keverbaan, Road Runner, Wok's Waanzin en Rattle snake) is een stalen achtbaan in het het Nederlandse attractiepark Walibi Holland in Biddinghuizen (gemeente Dronten).

## Geschiedenis
De kinderachtbaan stamt uit het Franse park Zygofolis (dicht bij Nice). Daar werd hij geopend in 1987 onder de naam 'Tarzungle'. Na het faillissement van dat park in 1991 nam de Walibi Group enkele attracties over, waaronder deze achtbaan, die in 1992 werd opgesteld in Walibi Flevo. In 2000, toen de parken in de Walibi Group waren overgenomen door Six Flags, werd de naam veranderd in 'Road Runner'. Six Flags besloot de achtbaan bruin te schilderen. Na het vertrek van Six Flags uit Europa moesten uit het toenmalige Six Flags Holland ook alle Six Flags-figuren verdwijnen. De achtbaan kreeg de naam 'Wok's Waanzin' en werd, omdat de bruine kleur niet echt beviel bij het publiek, weer rood geschilderd. Later werd de naam weer veranderd in 'Rattle Snake' en werd de baan opnieuw bruin. Er kwamen ook nieuwe bakjes op de trein met een slangenkop. In de winter van 2010 - 2011 kreeg de attractie een andere plaats in het park: hij werd verplaatst naar de locatie van de verwijderde Flying Dutchman Goldmine. Sinds 2014 staat er een nieuwe trein op de baan met een ander design en gaat de baan opnieuw met een andere naam door het leven: Drako.

Drako (2024)
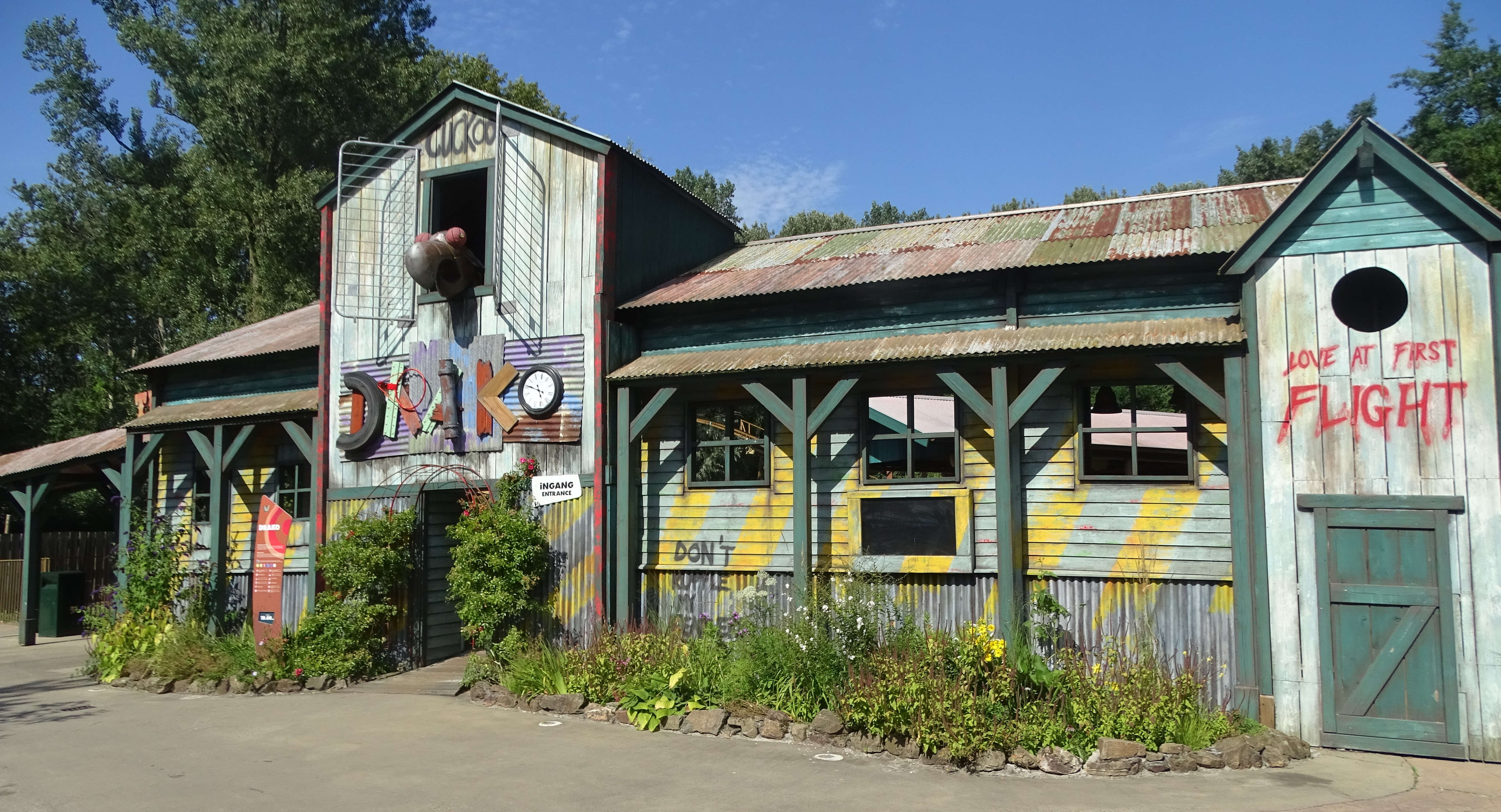
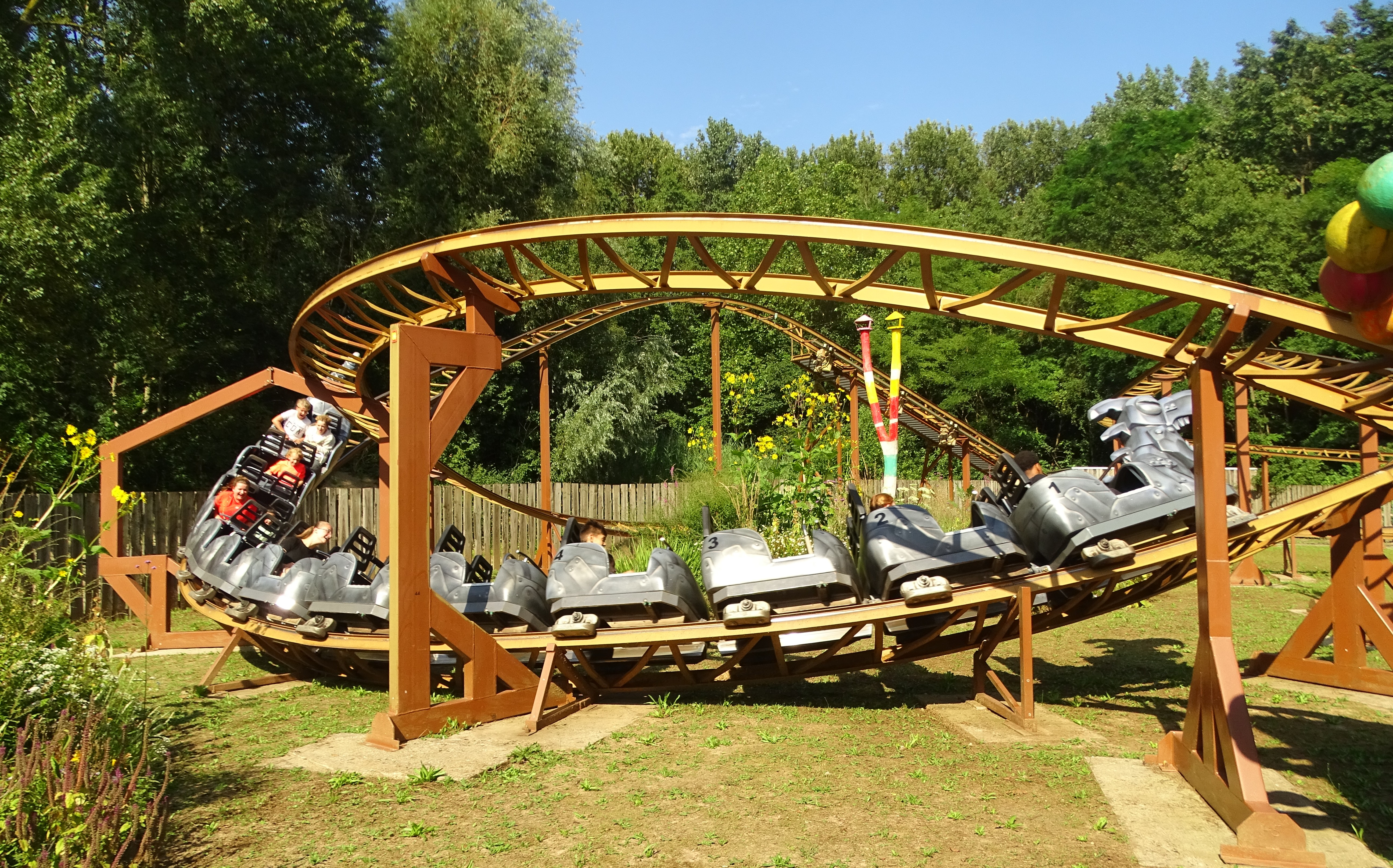
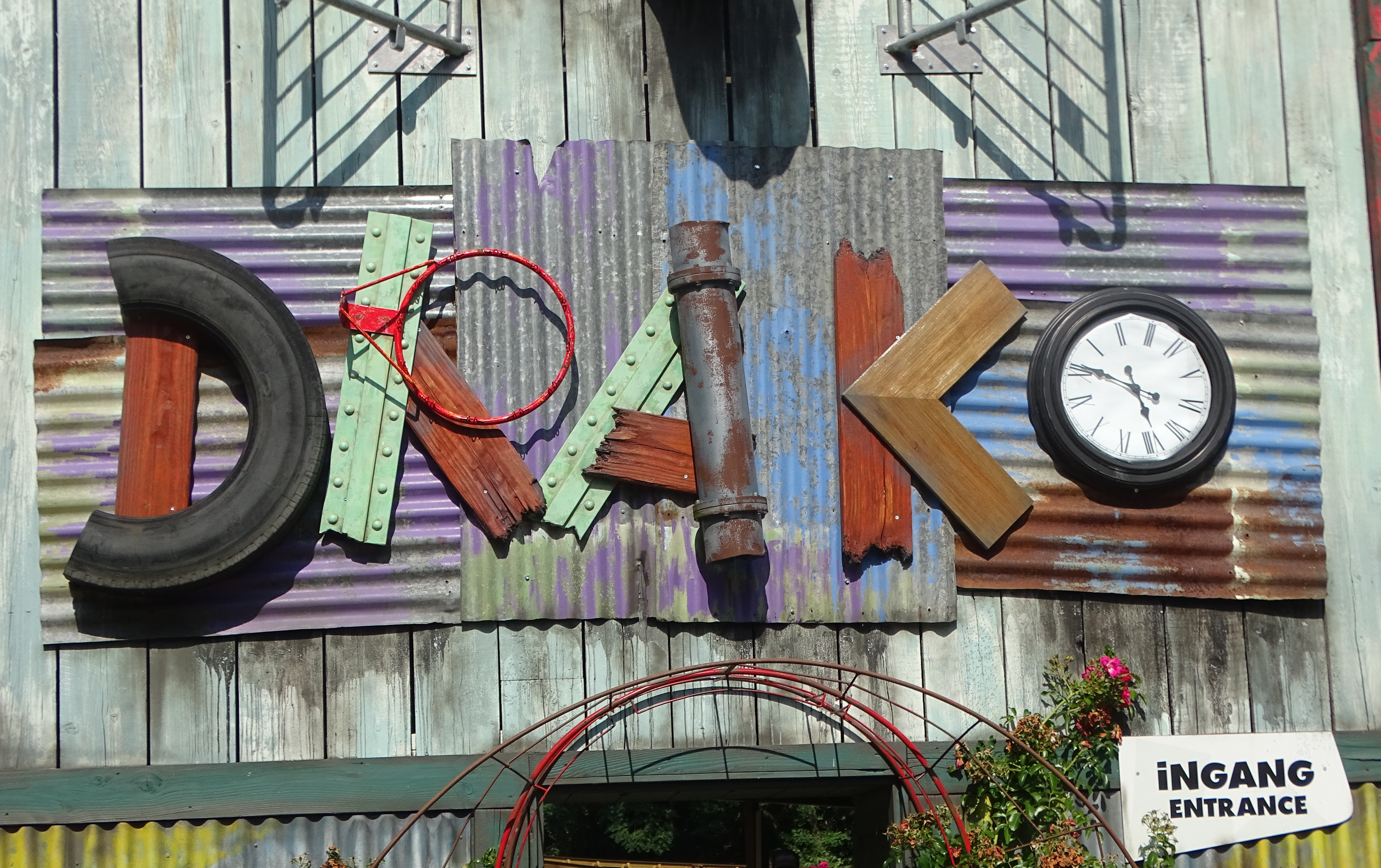

## Gegevens
Er zijn dertien karretjes, ieder voor twee personen. De capaciteit is 1000 personen per uur. De maximale baanhoogte is zes meter. De baan is van het model Tivoli Medium van de Duitse achtbaanbouwer Zierer.

## Gespiegeld
De achtbaan is een gespiegelde versie van de originele Zierer Tivoli Medium kinderachtbaan. Bij de Drako wordt het station aan de linkerkant verlaten, bij de originele Zierer/Tivoli kinderachtbaan is dit aan de rechterkant.

## Galerij
|  |

Afbeeldingen · Lijst van attracties